# Güllübağlar (Pendik)
Güllübağlar est un quartier du district de Pendik de la métropole d'Istanbul.